# Храм Юпітера Доліхена (Балаклава)
Храм Юпітера Найкращого Найвеличнішого Доліхена, лат. Iovis Optimus Maximus Dolichenus — давньоримський храм на території сучасної Балаклави (Україна). Один з 12 подібних храмів Римської імперії.

## Дослідження
Знайдений 1996 року на вулиці Комунарів у районі Кадикой (античного передмістя Херсонеса Таврійського), коли було знайдено фундамент храмової будівлі, а на вулиці 40-річчя Жовтня — фундаменти близько 10 інших приміщень. Особливо значні дослідження здійснила українська археологічна експедиція на чолі із Крижицьким С.Д. і Зубарем В.М.

## Назва
Походить від імені божества Доліхена — прізвиська сирійського бога (тобто Ваал) з Доліхії в Коммагене, якого з I ст. ототожнювали з давньоримським Юпітером. Як синкретичне божество шанувався насамперед у римській армії як її покровитель. При Антоніні Пії був присвячений храм на Авентіні; культ носив містеріальні риси.

## Історія
Час побудови храму датується 139—161 роками н. е. і належить до періоду правління Антоніна Пія, за наказом якого перший храм Юпітера Доліхена було зведено у Римі на Авентинському пагорбі. Ймовірно саме цей імператор сприяв поширеню культа Доліхена та відповідно зведенню храмів.
Був спалений, але відновлювився за імператора Марка Аврелії. Друге його було зруйновано близько 223 року, після чого перестав діяти. У храмі проводили культові дії легіонери I Італійського легіону.

## Опис
На тепер цей храм є єдиною культовою спорудою в Північному Причорномор'ї, де ордерна приналежність прослідковується. За структурою близький до мегарона, зокрема базу аттичного типу, 2 частини фустів, капітель із 2-ма колонами варіант, іонічного ордера в антах, характерний для Нижньої Мезії, оскільки поєднує римодоричний (трапецеподібний фасад) і іонічний (спиралеподібний орнамент). База являє звичайний провінційний варіант аттичного типу.
У храмі було знайдено постамент статуї з посвятою Геркулесу, вівтар, пов'язаний з шануванням Вулкану, а також нижні частини двох вапнякових колон, одна з яких прикрашена пагонами плюща, безліч дрібніших знахідок (статуетки тощо). При розкопках було знайдено мідні та срібні монети з Херсонесу та Боспору; чаші з ім'ям Юпітера Доліхена, зображенням орла, бика та місяця; сатири, світильники, статуетки Кори-Персефони, лави, їдальня та кухонна кераміка та іонічні капітелі.
Вівтар Вулкану був поставлений центуріоном XI Клавдієва легіону — Антонієм Проклом, згідно з цією обітницею близько 174 року. Також у цьому храмі знайдено вівтарі із посвятою Немесиді та Мітрі, знайдено фрагменти зображення Мінерви, виявлено торс скульптури Аполлона, виконаної в класичному стилі перших століть н. е., з місцевого вапняку.